# Węgierki
Węgierki [pronunciación en polaco: /vɛnˈɡʲɛrki/] (en alemán: Wilhelmsau) es un pueblo ubicado en el distrito administrativo de Gmina Września, dentro del Distrito de Września, Voivodato de Gran Polonia, en el oeste de Polonia central. Se encuentra aproximadamente a 6 kilómetros al este de Września y a 52 kilómetros al este de la capital regional Poznań.

## Monumentos
- Iglesia del Corazón Sagrado de Jesus, Węgierki